# قاي فولتون
قاي فولتون (بالإنجليزية: Guy Fulton)‏ هو مهندس معماري أمريكي، ولد في 27 أكتوبر 1892 في وارسو في الولايات المتحدة، وتوفي في 15 أكتوبر 1974 في غينزفيل في الولايات المتحدة.